# Chance Rock
Der Chance Rock (von englisch chance ‚Risiko‘, in Chile Roca Chance, in Argentinien Rocas Chance) ist ein vom Meer überspülter Rifffelsen im Palmer-Archipel vor der Westküste der Antarktischen Halbinsel. Er liegt im Zentrum der Gerlache-Straße unweit zu deren Verbindung mit der Orléans-Straße.
Das UK Antarctic Place-Names Committee benannte ihn 1960 so, weil der Felsen eine Gefahr für Schiffe darstellt, welche die Gerlache-Straße durchfahren. Der Grund für die Pluralisierung in der argentinischen Benennung ist nicht bekannt.